# Agnes Monus
Agnes Maria Olsson Monus, född 9 juli 1953, är en svensk konstnär med rötter i Ungern. 
Monus är känd för sina skulpturer i ovanliga material som bly, paraffin och taggtråd. Konsten är ofta avskalad och kontemplativ med utrymme för egna tankar och tolkningar. Hon har haft diverse utställningar bland annat ett flertal gånger på Moderna Museet i Stockholm, där hon också är representerad i samlingarna, och på Forum - Nutidsplats för kultur i Stockholm. Hennes senaste utställning var på APA gallery i Stockholm hösten/vintern 2013. Hon har också samarbetat med diktare som Ann Jäderlund och Magnus William-Olsson.
Agnes Monus är gift med Anders Olsson, ledamot i Svenska Akademien.